# Mary Garden
Mary Garden (Aberdeen, 20 de fevereiro de 1874 — Aberdeen, 3 de janeiro de 1967) foi uma soprano operística escocesa com uma carreira de sucesso na França e Estados Unidos, no começo do século XX. Passou a última parte de sua infância e começo de juventude nos Estados Unidos e eventualmente tornou-se uma cidadã estadunidense e viveu na França por alguns anos e eventualmente retirou-se para a Escócia, onde ela morreu.
Ela foi descrita como "a Sarah Bernhardt da ópera", sendo uma excepcional atriz como uma talentosa cantora. Ela foi admirada particularmente pelas suas performances com nuances, onde usava toda a coloração de sua voz. Possuindo uma voz lírica e com um grande alcance vocal e flexibilidade. Garden alcançou um grande sucesso em Paris durante a primeira década do século XX. Ela tornou-se a soprano líder da Opéra-Comique; retratando notavelmente papéis em algumas premières mundiais, incluindo Mélisande em Pelléas et Mélisande de Claude Debussy (1902). Ela trabalhou de perto com Jules Massenet. Massenet notavelmente escreveu o papel título em sua ópera Chérubin (1905) para ela.
Em 1907, Oscar Hammerstein I convenceu Garden a ingressar no Manhattan Opera House em Nova Iorque, onde ela tornou-se um sucesso imediato. A partir de 1910 ela fez fama nos Estados Unidos e apareceu em óperas nas maiores cidades estadunidenses, incluindo performances com a Companhia de Ópera de Boston e com a Companhia de Ópera da Filadélfia. Entre 1910 e 1932, Garden trabalhou em muitas casas de ópera em Chicago. Ela primeiro trabalhou na Companhia da Grande Ópera de Chicago (1910-1913) e então ingressou na Associação de Ópera de Chicago em 1915, finalmente tornou-se diretora da companhia em 1921. Mesmo dirigindo a companhia por apenas um ano, Garden ficou lembrada por ser responsável pela première mundial da ópera cômica O Amor por Três Laranjas de Sergei Prokofiev. Ela cantou papéis na Ópera Cívica até 1931.
Garden aposentou-se dos palcos em 1934 e retirou-se para a Escócia em 1951, publicando uma autobiografia de grande sucesso, Mary Garden's Story. Sua voz ficou preservada em um grande número de gravações feitas para a Companhia Gramophone.

## Biografia

### Primeiros anos
Mary Garden foi uma das quatro filhas de Robert Davidson Garden (19 de julho de 1855) e Mary Joss Garden (nascida Joss, 23 de fevereiro de 1860), ambos de Aberdeen, Escócia. A família mudou-se para Chicopee, Massachusetts, Estados Unidos quando ela tinha nove anos de idade. Eles então mudaram-se para Harford, Connecticut poucos anos depois, seguida de outra mudança para Chicago, Illinois em 1888, quando Mary tinha 14 anos.
Ela mostrou ser uma cantora talentosa ainda jovem e estudou com Sarah Robinson-Duff em Chicago, sob o suporte financeiro dos ricos patronos David e Florence Mayer. Em 1896 ela prosseguiu seus estudos em Paris, com Trabadelo e Lucien Fugère, ainda com o suporte dos Mayers. Ela também estudou com Jacques Bouhy, Jules Chevalier e Mathilde Marchesi. Em 1899 Garden perdeu seus patronos e ela começou a estudar canto com a soprano americana Sybil Sanderson. Sanderson a apresentou a Jules Massenet e Albert Carré, o diretor da Opéra-Comique.

## Carreira
Impressionado com sua voz, Carré convidou-a para fazer parte da Opéra-Comique em 1900. Garden fez sua estreia profissional na ópera com a companhia em 10 de abril de 1900 no papel título de Louise de Gustave Charpentier. Mesmo que Garden tivesse se preparado para o papel, a estreia foi totalmente improvisada, pois ela foi chamada para substituir Marthe Rioton no último minuto. De 1901 até 1903, ela teve um relacionamento com André Messager, que conduziu-a em Louise. Isso tornou-se público quando o diretor do Opéra, Albert Carré, a pediu em casamento e ela respondeu que já tinha alguém na vida dela - Messager. Ela descreveu a relação deles como tempetuosa, mas eles continuaram a amizade até o fim da vida.

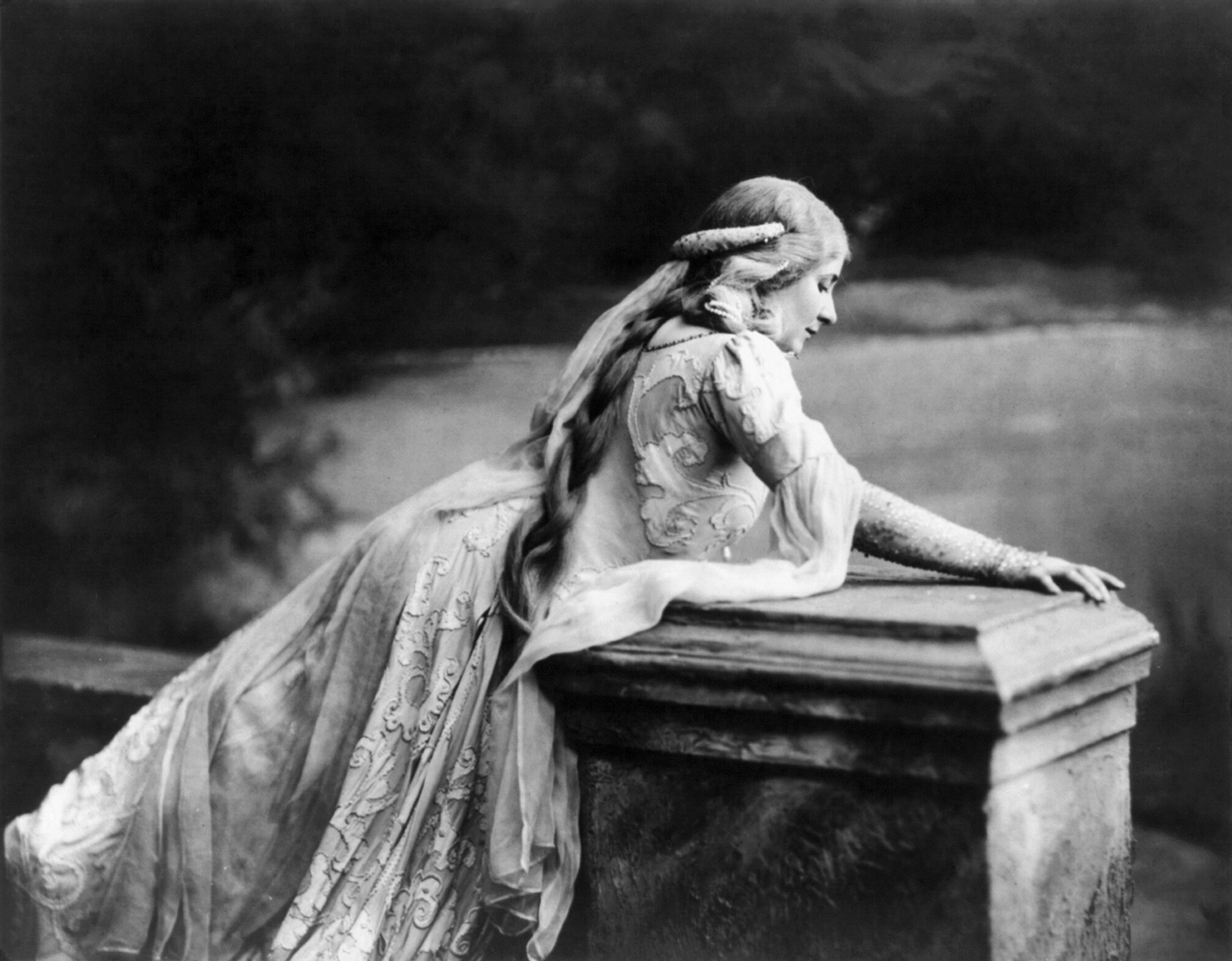
Garden como Mélisande

Após seu début, Garden tornou-se rapidamente uma das sopranos líderes do Opéra. Em 1901 ela estrelou duas premières mundiais: Marie em La Marseillaise de Lucien Lambert e Diane em La fille de Tabarin de Gabriel Pierné. No mesmo ano ela cantou o papel título de Thaïs de Jules Massenet no Aix-les-Bains e cantou ambos os papeis de Manon e Madame Chrysanthème (Messager) no Opéra de Monte-Carlo. Em 1902, Claude Debussy selecionou Garden para interpretar o papel de Mélisande em Pelléas et Mélisande. A performance dela foi aclamada pela crítica. Ela também virou sensação como Salomé de Richard Strauss na versão francesa.
Seguindo o sucesso de Pelléas et Mélisande, Garden periódicamente foi para Londres para cantar no Royal Opera House, Covent Garden, enquanto aparecia em Paris. No Covent Garden, ela cantou Manon, Julieta em Romeu e Julieta e Marguerite em Faust, ambas óperas de Charles Gounod, durante as temporadas de 1902 e 1903. Suas performances no Opéra durante esse período incluíram Grisélidis de Massenet (1902), Violetta em La traviata de Giuseppe Verdi (1903), La reine Fiammette de Xavier Leroux (1903) e Hélène de Camille Saint-Saëns (1905). Em 1905 ela cantou no Opéra de Monte-Carlo na première mundial de Chérubin de Jules Massenet, personagem que foi especialmente composta para ela. No ano seguinte, ela retornou para a Opéra para cantar Chrysis na première mundial em Aphrodite de Camille Erlanger.

### Saída do Opéra-Comique e Estados Unidos
Persuadido por Oscar Hammerstein I a se juntar ao Metropolitan Opera House, Garden abandonou o Opéra-Comique para cantar no Manhattan Opera House, em Nova Iorque. Ela fez sua estreia americana na casa em 25 de novembro de 1907, no papel de Thaïs. Em 1908 ela retornou a Paris, para a Opéra Nacional de Paris, onde cantou por uma temporada, notavelmente por Ophélia em Hamlet de Ambroise Thomas e Monna Vanna de Henry Février, entre tantos outros. Ela também cantou o papel de Marguerite em Faust de Charles Gounod (1909) em Bruxélas. Após isso, Garden retornou para Nova Iorque em 1909, para interpretar o papel de Salome (Richard Strauss).

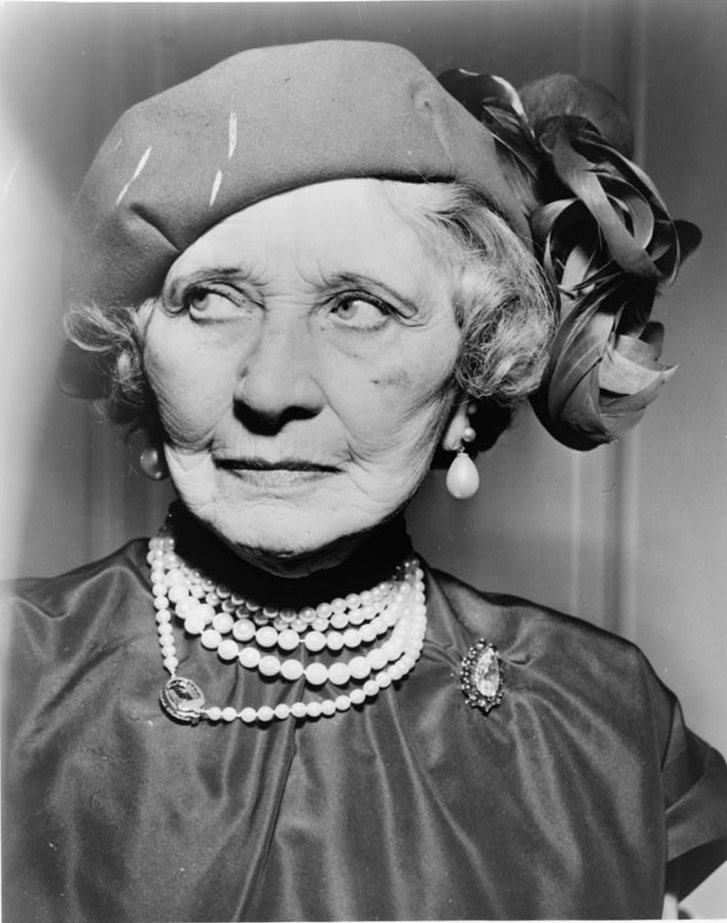
Garden em 1954

Em 1910, Garden tornou-se famosa nos Estados Unidos. Ela deixou o Manhattan Opera House para ingressar na Companhia da Grande Ópera de Chicago, onde ela cantou de 1910 até 1913. Durante essa época ela também cantou em outras cidades americanas, notavelmente aparecendo na première mundial de Natoma de Victor Herbert na Filadélfia, em 25 de fevereiro de 1911 e no papel de Monna Vanna, em sua première estadunidense, em Boston. Garden cantou com a Associação de Ópera de Chicago de 1915 até 1921, onde ela cantou a première mundial de Gismonda de Henry Février em 1919.
Durante a Primeira Guerra Mundial foi condecorada pelos governos francês e sérvio, e feita uma Chevalier da Légion d'Honneur em 1921.
Em 1922 Garden tornou-se a diretora da Ópera Cívica de Chicago, onde ela também apresentou-se em papéis até 1931. Em 1930, ela cantou a première mundial de Camille em Hamilton Forrest. No mesmo ano, ela retornou para a Opéra-Comique para interpretar diversas óperas. Em 1931, Garden cantou seu último papel com a Ópera Cívica de Chicago.
Garden retirou-se dos palcos em 1934, após sua última performance, que foi como Katyusha na ópera Risurrezione de Franco Alfano, na Opéra.